# Marihat Butar
Marihat Butar is een bestuurslaag in het regentschap Simalungun van de provincie Noord-Sumatra, Indonesië. Marihat Butar telt 2418 inwoners (volkstelling 2010).